# Jacques Schutte
Pour les articles homonymes, voir Schutte.
Pas d'image ? Cliquez ici

a Compétitions nationales et continentales officielles uniquement.

b Matchs officiels uniquement.
Dernière mise à jour le 3 novembre 2021.
Jacques Schutte, né le 31 mai 1980 à Kempton Park (Afrique du Sud), est un joueur sud-africain de rugby à XV évoluant principalement au poste d'arrière.

## Biographie
Jacques Schutte a disputé 6 matches de Super 12/Super 14.
Il a fait ses études à l’Université de Pretoria.
Il a été international sud-africain des moins de 21 ans.